# Armand van der Smissen
Armand van der Smissen (30 de junio de 1968) es un deportista neerlandés que compitió en duatlón. Ganó tres medallas en el Campeonato Europeo de Duatlón entre los años 1997 y 2005.

## Palmarés internacional
| Campeonato Europeo | Campeonato Europeo           | Campeonato Europeo | Campeonato Europeo |
| Año                | Lugar                        | Medalla            | Prueba             |
| ------------------ | ---------------------------- | ------------------ | ------------------ |
| 1997               | Glogów Malopolski ( Polonia) | Medalla de plata   | Individual         |
| 2004               | Swansea ( Reino Unido)       | Medalla de plata   | Individual         |
| 2005               | Debrecen ( Hungría)          | Medalla de bronce  | Individual         |